# 1904年民主党全国大会
1904年民主党全国大会 (1904 Democratic National Convention) は、ミズーリ州セントルイスのセントルイス博覧会・音楽ホールの劇場で1904年の万博期間中に開催された、アメリカ合衆国大統領候補指名大会である。同大会は、大統領候補者としてニューヨーク州のアルトン・B・パーカーを、副大統領候補者としてウェストバージニア州のヘンリー・グレン・デーヴィスを指名した。候補者は、共和党候補者セオドア・ローズヴェルトとチャールズ・W・フェアバンクスに、1904年の大統領選挙に敗北した。